# روي إيتكن
روي إيتكن (بالإنجليزية: Roy Aitken)‏ هو لاعب كرة قدم ومدرب كرة قدم بريطاني، ولد في 24 نوفمبر 1958 في Irvine, North Ayrshire ‏ في المملكة المتحدة. شارك مع منتخب اسكتلندا لكرة القدم. أما مع النوادي، فقد لعب مع أستون فيلا ونادي أبردين ونادي سانت ميرين ونادي سلتيك ونيوكاسل يونايتد.

## مسيرته الكروية
لعب روي إيتكن خلال مسيرته الاحترافية مع 4 أندية في واحد وعشرون موسمًا وسجل خلالها 44 هدفًا ضمن 600 مباراة. حيث فاز في خمسة مواسم بالكأس وفي ستة مواسم بالدوري.
خاض روي إيتكن مسيرته مع نادي سلتيك في موسم 1975–76 ليلعب معه خمسة عشر موسمًا، مشاركًا في 483 مباراة سجل خلالها 40 هدف. ثم انتقل إلى نادي نيوكاسل يونايتد في موسم 1989–90 ولمدة موسمين، حيث شارك في 54 مباراة سجل خلالها هدفًا واحدًا. لينتقل بعدها إلى نادي سانت ميرين في موسم 1991–92 لمدة موسم واحد، مشاركًا في 34 مباراة سجل خلالها هدفًا واحدًا أيضًا. ثم انتقل إلى نادي أبردين في موسم 1992–93 واستمر معه طيلة ثلاثة مواسم، مشاركًا في 29 مباراة سجل خلالها هدفين.

## وصلات خارجية
- روي إيتكن على موقع الاتحاد الدولي (مؤرشف)  (الإنجليزية)
- روي إيتكن على موقع الاتحاد الإسكتلندي (الإنجليزية)
- روي إيتكن على موقع قاعدة بيانات كرة القدم.إي يو (الإنجليزية)
- روي إيتكن على موقع ناشيونال فوتبول تيمز (الإنجليزية)
- روي إيتكن على موقع Soccerbase.com (لاعب) (الإنجليزية)
- روي إيتكن على موقع Soccerbase.com (مدرب) (الإنجليزية)
- روي إيتكن على موقع عالم كرة القدم.نت (الإنجليزية)